# Lineární molekulová geometrie
Lineární molekulová geometrie je molekulová geometrie odpovídající navázání dvou skupin na centrální atom tak, že vazebný úhel má velikost 180°. Lineární organické molekuly, například acetylen, mívají na atomech uhlíku sp hybridizaci.

Dvojice sp orbitalů

Podle teorie VSEPR se lineární geometrie objevuje na centrálních atomech, které na sebe vážou dva další atomy a počet jejich volných elektronových párů je 0 nebo 3. K neutrálním molekulám s lineární geometrií patří například fluorid berylnatý (F-Be-F) obsahující dvě jednoduché vazby, oxid uhličitý (O=C=O) se dvěma dvojnými vazbami a kyanovodík (H-C≡N), ve kterém se vyskytuje jedna jednoduchá a jedna trojná vazba. Mezi lineární molekuly s více než třemi atomy patří acetylen (H-C≡C-H), ve kterém se oba uhlíky považují za centrální atomy s jednoduchou vazbou na vodík a trojnou vazbou na druhý uhlík. Jako příklady lineárních aniontů je možné uvést azidový (N−=N+=N−) a thiokyanatanový (S=C=N−), k lineárním kationtům náleží mimo jiné nitronium (O=N+=O).
Lineární geometrie se vyskytuje i v molekulách typu AX2E3, jakou je například fluorid xenonatý (XeF2) nebo trijodidový anion (I -
3 ) (kde je atom jodu vázán na dva další). Podle teorie VSEPR by pět valenčních elektronových párů na centrálním atomu vytvořilo trigonálně bipyramidální geometrii, kde tři volné páry zaujímají méně vytížená ekvatoriální místa a dva vázané atomy jsou v axiálních pozicích na opačných koncích osy, což vede ke vzniku lineární molekuly.